# František Antonín Šebesta
František Antonín Šebesta (znany również jako Franz Anton Sebastini) (ur. 1724 w Kojetínie, zm. 3 marca 1789 w Prościejowie) – morawski malarz barokowy tworzący głównie na Górnym Śląsku.

## Życiorys
Artysta pochodził z Moraw; głównie występował pod zitalianizowaną formą nazwiska Sebastini. Był związany ze środowiskiem Akademii Wiedeńskiej. W 1754 lub w 1755 roku przybył wraz z rodziną do Prościejowa. Tu otrzymał pierwsze zamówienie na wykonanie dekoracji malarskiej w tamtejszym klasztorze i kościele bonifratrów. Po 1755 roku pracował u boku Franza Antona Maulbertscha. Styl austriackiego malarza charakteryzujący się odważnymi efektami świetlnymi i ekspresją, widoczny był w późniejszych dziełach Sebastiniego. W latach 1766–68 pracuje Sebastini dla Antoniego hr. Salma Reifferscheidta, wykonując dekoracje malarskie w Rajci oraz w letniej rezydencji w pobliskim Sloupie. W tym też okresie artysta prowadził warsztat i miał własnych uczniów. Latem 1768 roku malarz pracował w dobrach hrabiego w Paclawicach. Na Górny Śląsk artysta przybył pod koniec 1773 lub na początku 1774 roku, kiedy to zgodnie z zachowanym dokumentem wykonał pierwszą swoją pracę: freski w pałacu w Wysokiej i w kaplicy św. Józefa w kościele parafialnym w Głogówku. Stworzył liczne freski i obrazy olejne; dla rudzkich cystersów wykonał freskową dekorację kościoła parafialnego w Maciowakrzu oraz cykle ściennych malowideł w dworze w Stodołach oraz w refektarzu w samych Rudach. Na Górnym Śląsku, w Głogówku, pracował często wraz z rzeźbiarzem Johannem Schubertem. W latach 1783–1784 Sebastini wykonał ostatnie swoje wielkie zamówienie - malowidła ścienne w kościele Zwiastowania N.P.Marii w Šternberku w Sudetach Wschodnich.
W 1749 roku ożenił się i posiadał synów Maksymiliana, Jan Franciszka Alojzego oraz córki Marię Teklę i Marię Wiktorię.

## Twórczość

### Na Morawach
- Zamek Rájec nad Svitavou,  malarstwo ścienne (po 1763)
- Velké Losiny, Droga krzyżowa (1784)
- Šternberk, dawny klasztor augustianów: refektarz; dawny kościół klasztorny (obecnie kościół parafialny): freski
- Chvalnov, Kościół pw Jakuba Starszego Trzy ołtarze

### Na Górnym Śląsku
- Głogówek
  - Kościół parafialny pw. św. Bartłomieja: freski ze scenami z życia św. Bartłomieja; owalny medalion nad wejściem do kaplicy św. Józefa zawiera autoportret Sebastiniego. (1776/81)
  - Kościół i klasztor franciszkański, wewnętrzna i zewnętrzna konstrukcja domku loretańskiego z biblijnymi scenami (1770)
  - Szpital przy kościele: wizerunek św. Mikołaja (1780)
  - Freski w kaplicy zamkowej ze scenami z życia św. Jana Chrzciciela (1780)
  - Ratusz: Matka Boża i Uran jako bóg czasu (około 1774)
- Solec, obrazy olejne św. Józef (1780)
- Łącznik, Kościół parafialny pw. Nawiedzenia NMP: freski sufitowe przedstawiające sceny z życia św. Marii (1761)
- Maciowakrze, Kościół parafialny św. Floriana: malowidła ścienne i sufitowe (po 1773)
- Kujawy, Kościół parafialny Świętej Trójcy: ołtarz główny (1776)
- Śmicz, główny obraz ołtarzowy Męczeństwo św. Katarzyny (1778)
- Opactwo Cystersów w Rudach, refektarz; kościół klasztorny: freski sufitowe w Kaplicy Świętego Krzyża (1780)
- Branice: rokokowe malarstwo
- Wysoka: polichromie,  paradna klatka schodowa, komnaty I piętra (1774)

## Literatura dodatkowa
- I. Płazak, Działalność artystyczna Franciszka Antoniego Sebastiniego na Górnym Śląsku, Bytom 1967
- I. Eckert, Die Fresken des Schlesisch-mährischen Malers Franz Anton Sebastini, 'Zeitschrift für Ostforschung. Länder und Völker im Östlichen itteleuropa”, 4 (1953) s.188
- I. Krsek, F. A. Šebesta-Sebastini (jeho malířské dílo na našem území), Olomouc 1956, s.12
- A. Kosian, Der Deutsche Gedanke in der Bau und Kunstformen der Oberglogauer Pfarrkirche, „Schlesische Geschichtsbläter”, 3 (1937)
- P. Toman, Nový slovník československých výtvarných umělců, T.II Praha 1950
- Ewa Chojecka, Sztuka Górnego Śląska od średniowiecza do końca XX wieku, Muzeum Śląskie, Katowice 2004